# Siège de Nobl et Zahraa
Guerre civile syrienne
Batailles
Le siège de Nobl et Zahraa a eu lieu pendant la guerre civile syrienne. Il débute le 19 juillet 2012, lorsque les deux petites villes de Nobl et de Zahraa, dont les populations sont à majorité chiite, commencent à être encerclées par les rebelles. L'encerclement n'est cependant pas complet, les positions à l'ouest étant tenues par les Kurdes des YPG. Le siège s'achève le 3 février 2016, lorsque l'armée syrienne et les milices chiites appuyées par l'Iran et la Russie parviennent à percer les lignes rebelles à l'est et à faire leur jonction avec les assiégés.

## Déroulement

Carte du siège de Nobl et Zahraa.
Territoire contrôlé par le gouvernement syrien et ses alliés
Territoire contrôlé par les rebelles
Territoire contrôlé par les Kurdes

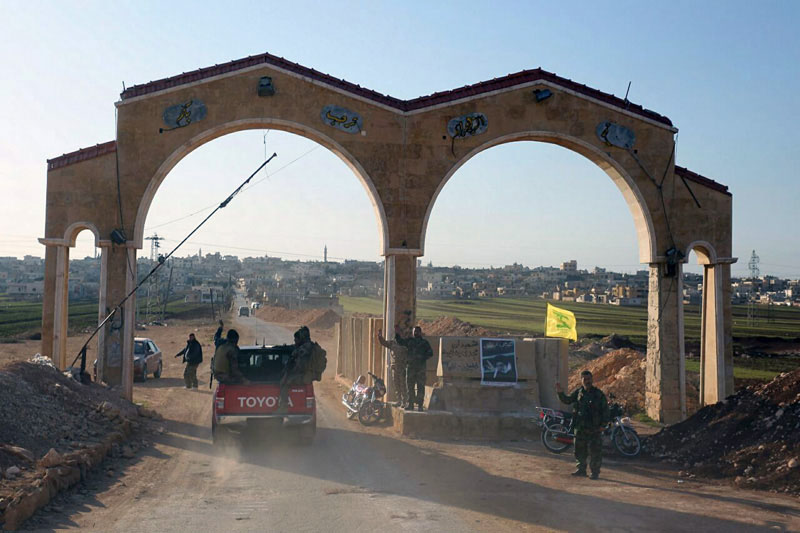
Point de contrôle à Nobl et Zahraa tenue par des miliciens du Hezbollah, le 3 février 2016.

Les deux villages sont principalement défendus par les paramilitaires des Forces de défense nationale, le Hezbollah et deux milices chiites affiliées au Hezbollah qui sont formées spécifiquement à Nobl et Zahraa : Junud al-Mahdi, fondée en 2012, et Fawj al-Imam al-Hujja formé plus tardivement probablement en janvier 2016.
Le 2 mai 2014, le siège de la vieille ville de Homs prend fin. En échange de l'évacuation des combattants assiégés à Homs, les rebelles s'engagent à laisser passer une aide humanitaire et des vivres à Nobl et Zahraa. Un convoi d'approvisionnement fait route le 7 mai vers ces deux localités, mais il est contraint de faire demi-tour à cause d'une intervention de combattants du Front al-Nosra. C'est finalement le 9 mai, que l'approvisionnement arrive à Nobl et Zahraa,,.
Le 23 novembre 2014, les rebelles lancent une offensive contre Nobl et Zahraa. Selon l'OSDH : « Il s'agit de l'attaque la plus violente contre ces deux villages depuis le début de leur siège ». Les rebelles avancent depuis les villages de Mayir, Bayanoun et Tamoura, soutenus par huit chars et des pièces d'artillerie. Huit ou dix rebelles sont tués le premier jour, deux faits prisonniers, tandis que les habitants de Zahraa font état d'au moins deux civils tués et 19 blessés,,,. Le 29 novembre, un kamikaze du Front al-Nosra se fait exploser à Zahraa tandis que les hélicoptères du régimes larguent deux barils. Le 30, un chef du Front al-Nosra est tué.

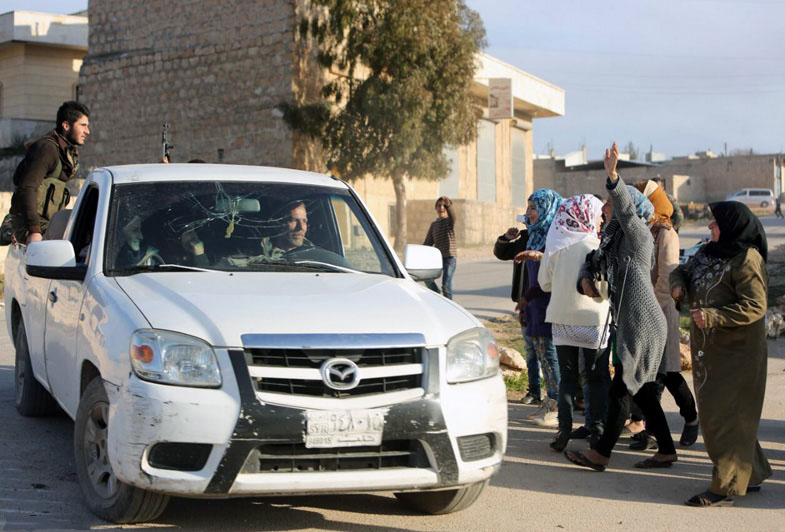
Miliciens acclamés par des habitants de Nobl et de Zahraa, le 3 février 2016.

La nuit du 8 au 9 janvier 2015, le Front al-Nosra et les rebelles lancent un nouvel assaut. Soutenus par sept chars, ils parviennent à s'emparer de quelques rues au sud de Zahraa et de quelques bâtiments à Nobl. Cependant, les Forces de défense nationale contre-attaquent et repoussent les assaillants hors des deux villages,. Selon l'OSDH, le combat a fait au moins 25 morts, dont 11 loyalistes et 14 rebelles. Les assaillants perdent également trois chars,,.
Le 8 mars, des échanges de prisonniers s'effectuent sous la médiation des Kurdes des YPG. Puis le 6 avril, à la suite d'une nouvelle médiation des Kurdes, les rebelles relâchent 10 femmes et 15 enfants de Nobl et Zahraa contre un de leurs chefs, nommé Youssef Zaw’ah.
Le 18 avril, les miliciens reprennent la zone d'al-Ma’amel, au sud de Zahraa, prise en février par les rebelles. Les combats font au moins douze morts parmi les miliciens des Forces de défense nationale,.
Le 31 janvier 2016, une offensive est lancée au nord d'Alep par 10 000 hommes de l'armée arabe syrienne, des Forces de défense nationale, du Hezbollah libanais, des Brigades Badr, des Kataeb Hezbollah, du Harakat Hezbollah al-Nujaba, de la Brigade des Fatimides, de la Force Al-Qods et d'unités de l'armée iranienne, appuyés par les spetsnaz et l'aviation russe,,. Le 3 février, les assiégés font une sortie et les loyalistes font leur jonction à  Maaraset al-Khan. Le siège de Nobl et Zahraa est brisé et les renforts sont accueillis par une foule en liesse. Avec cette avancée, les loyalistes coupent par la même occasion la route d'approvisionnement des rebelles au nord d'Alep et remportent une grande victoire stratégique dans la province. L'offensive fait des centaines de morts dans les deux camps,, dont 24 soldats de l'armée iranienne et 3 miliciens afghans.

### Cartes des combats
- « Carte des combats au 23 novembre 2014 réalisée par Agathocle de Syracuse ».
- « Carte des combats au 9 janvier 2015 réalisée par Agathocle de Syracuse »